# 龔文選
龔文選（1557年—？年），字時舉，號相宁，四川重慶府長壽縣人，明朝政治人物。

## 生平
由學生中式乙酉鄉試六十三名舉人，萬曆十四年（1586年）丙戌科會試二百六十九名，第三甲第五十三名進士。兵部觀政，授直隸金壇縣知縣。擢貴州道監察御史，二十四年二月巡按应天，二十六年巡按广西。

## 家族
曾祖龔紹錦；祖龔震；父龔應華；母張氏；繼母許氏。具慶下。
子繼遂；繩遂；纘遂；承遂；嗣遂。